# 구본석
구본석(한국 한자: 具本錫, 1962년 9월 5일 ~ )은 대한민국의 전직 축구 선수이다. 현역 시절 포지션은 미드필더였다.

## 선수 경력
구본석은 1985시즌을 앞두고 유공 코끼리에 입단하며 K리그 무대에 모습을 드러냈다. 1984태국킹스컵대표를 시작으로 1991년까지 국가대표를지낸 축구선수이다ㆍ
Gk를제외한 전포지션을소화해낼수있는 멀티플레
이어로ㆍ저돌적인돌파력과 강력한슈팅은 국내
최고를자랑했었다ㆍ모범적인선수생활태도로 후배
들의본보기로 지향된 선수이다.